# 40-Mile Air
40-Mile Air — американська авіакомпанія місцевого значення зі штаб-квартирою в місті Ток (Аляска), виконує чартерні пасажирські та вантажні перевезення між невеликими аеропортами та у важкодоступні мисливські місця в штаті Аляска.
Портом приписки авіакомпанії є Аеропорт Ток-Джанкшен.

## Історія
Авіакомпанія 40-Mile Air була заснована в 1959 році. В даний час компанія працює в області чартерних перевезень в східній частині штату Аляска.

## Флот
Повітряний флот авіакомпанії 40-Mile Air складається з 9 літаків:
- 4 Piper PA-18 Super Cub
- 2 Cessna 206
- 1 Cessna 207
- 1 Cessna 185
- 1 Piper Navajo

## Маршрутна мережа
Авіакомпанія 40-Mile Air виконує регулярні пасажирські рейси в наступні пункти призначення:
- Чісана (CZN) — Аеропорт Чісана
- Фербенкс (FAI) — Міжнародний аеропорт Фербенкс
- Струм (TKJ) — Аеропорт Ток-Джанкшен
- Хілі-Лейк (HKB) — Аеропорт Хілі-Лейк
- Делта-Джанкшен (DJN) — Аеропорт Делта-Джанкшен
- Нортуей (ORT) — Аеропорт Нортуей
- Чікен (CKX) — Аеропорт ЧікенАэропорт Чикен[en]